# Канделаки, Тина
Тинати́н Ги́виевна (Ти́на) Кандела́ки (груз. თინათინ (თინა) გივის ასული კანდელაკი; род. 10 ноября 1975, Тбилиси, Грузинская ССР, СССР) — российская журналистка, телеведущая, продюсер, пропагандистка, общественный деятель. Заслуженный журналист Чеченской Республики (2013). С сентября 2021 года — заместитель генерального директора «Газпром-медиа» и управляющий директор «Газпром-медиа Развлекательное телевидение». С 7 февраля 2022 года — директор телеканала ТНТ.
В прошлом — генеральный директор и совладелица медиакомпании «Апостол», ведущая программ «Самый умный», «Детали», «Хорошие песни», «Свадебный переполох» и «СТС зажигает суперзвезду!» (СТС, 2002—2012), генеральный продюсер федерального спортивного телеканала «Матч ТВ» (с июля 2015 по сентябрь 2021 года).
Рядом СМИ и некоторыми странами деятельность Канделаки с 2022 года рассматривается как пропагандистская. После российского вторжения на Украину, за распространение пропаганды, находится под персональными санкциями всех стран Евросоюза, США, Украины и Канады.

## Биография
Родилась в Тбилиси 10 ноября 1975 года.
Отец — Гиви Шалвович Канделаки (1942—2009), из рода Канделаки — грузин. По профессии — экономист, работал директором овощной базы в Тбилиси, а после выхода на пенсию жил с супругой в Москве.
Мать — Эльвира Георгиевна Канделаки (в девичестве Алавердян) (ум. 2024) — наполовину армянка, наполовину турчанка, работала в Тбилиси врачом-наркологом.
Окончила 64-ю среднюю школу для детей военных в центре Тбилиси.
В 1993 году обучалась пластической косметологии, затем с помощью своего знакомого журналиста Георгия Таргамадзе поступила на факультет журналистики Тбилисского государственного университета.
В 2008 году окончила факультет международных отношений РГГУ.
В 2019 году в СМИ были опубликованы фотографии, свидетельствующие о дружеских отношениях Канделаки и сенатора Рауфа Арашукова.

### Работа на телевидении и радио

#### 1990-е годы
Сотрудничала с радиостанцией «Радио 105» и телевидением Грузии (Второй канал — «меоре архи»). В тот же период поддерживала связь с криминальным авторитетом из группировки «Мхедриони», действовавшим под руководством «вора в законе» Джабы Иоселиани.
В 1995 году переехала в Москву, где стала работать со Станиславом Садальским и Александром Пряниковым на различных радиостанциях и телевизионных каналах: «М-радио», «РДВ», «Радио Рокс», «Серебряный дождь», «2x2», «Муз-ТВ». Вела программы «Времечко» на телеканале «ТВ Центр» (под фамилией Дадиани), а также «Аллё, народ!» (в паре с Алексеем Шахматовым), «Ой, мамочки!» (в паре с Андреем Кондрахиным) и «Я знаю всё!» на ТВ-6.

#### 2000-е годы
Со 2 сентября 2002 по 26 декабря 2007 года вела программу «Детали» на СТС, где брала интервью у известных деятелей шоу-бизнеса.
С 10 марта 2003 по 31 декабря 2012 года — передачу «Самый умный» на СТС.
С 21 марта 2004 года по 14 января 2005 года — ведущая концертной программы «Хорошие песни» на СТС.
В 2006—2007 — ведущая программ «Разворот» и «Особое мнение» на радио «Эхо Москвы».
В 2007 году провела сразу два проекта на СТС: телешоу «Свадебный переполох» и первый сезон музыкального конкурса «СТС зажигает суперзвезду!».
С 2008 по 2011 год — ведущая телевизионной программы «Нереальная политика» (РЕН ТВ и НТВ).
В 2009 году приняла участие в проекте «Две звезды» (Первый канал) в качестве одной из ведущих. Продюсировала проект «Инфомания» на СТС и вела еженедельный итоговый выпуск программы с 2010 года. Также в 2009 году была ведущей армянской версии телеигры «Форт Боярд».

#### 2010-е годы

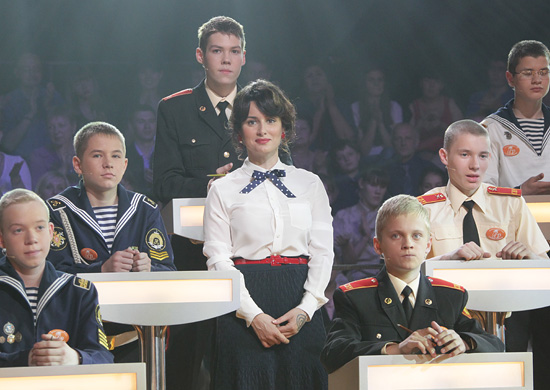
На съёмках телепередачи «Самый умный кадет», 2012 год

В 2010 году была членом жюри высшей лиги КВН, ведущей телевизионного шоу «Идеальный мужчина» на СТС, членом жюри фестиваля пародий «Большая разница в Одессе» на «Первом канале».
С 22 сентября 2010 по 19 января 2011 года вела авторскую программу «Альтернатина» на радиостанции «Вести ФМ» вместе с главным продюсером этого радио Анатолием Кузичевым.
В декабре 2012 года была закрыта телевизионная игра «Самый умный», где Канделаки была ведущей, а её компания — производителем. С момента запуска в феврале 2003 года передача дважды становилась победителем «ТЭФИ» (2004, 2009).
Вскоре после закрытия программы к Канделаки с предложением запустить радиоверсию обратился Анатолий Кузичев. На это телеведущая сообщила о том, что у программы «Самый умный» есть правообладатель, и такие вопросы должен решать только он. Вопрос о появлении радиоверсии программы на станции «Маяк» рассматривался в январе 2013 года.
С 17 февраля по июнь 2013 года (совместно с Маргаритой Симоньян) — ведущая политического ток-шоу на НТВ «Железные леди».

#### 2020-е годы
С 17 сентября 2020 по 16 февраля 2022 года — ведущая передачи «Специальный гость» на телеканале «RTVI». В ноябре того же года данный телеканал оштрафовал Тину Канделаки на 98 000 рублей за незаданный Андрею Турчаку вопрос об Олеге Кашине.
8 сентября 2021 года покинула пост генпродюсера «Матч ТВ», назначена заместителем генерального директора «Газпром-медиа» и управляющим директором «Газпром-медиа Развлекательное телевидение».
9 февраля 2022 года назначена исполняющей обязанности директора телеканала ТНТ.
С 21 марта 2023 на «Пятнице» стала вести новое детское интеллектуальное шоу «Умнее всех» (предшествующий формат «Самого умного»).

## Бизнес
Была совладельцем компании «Апостол». В мае—ноябре 2011 года входила в совет директоров «Вятка-банка».
C 2010 года владеет рестораном грузинской кухни «Тинатин» в Москве на Плющихе, раньше там был ресторан «Князь Багратионъ». Рецепты блюд ресторана лично составлены Эльвирой Георгиевной Канделаки, матерью Тины Канделаки. Ресторан «Тинатин» получил премию портала Menu.ru как лучший ресторан 2010 года.
29 января 2012 года запустила политическое ток-шоу «Полёт с Камикадзе» с видеоблогером kamikadze_d и была продюсером программы. Шоу выходило до 2 мая 2012 года.
В марте 2012 года подписала контракт с компанией Oriflame, согласно которому она обязывалась на протяжении двух лет представлять продукцию Oriflame в России и странах СНГ, а также участвовать во всех мероприятиях компании. Гонорар составил 2 млн $.
В 2015 году основала косметический бренд AnsaLigy (первая линейка была представлена широкой публике в 2016 году). Компания выпускает средства по уходу за кожей лица и тела с использованием инновационных формул. Продукция AnsaLigy не тестируется на животных и не имеет в составе ингредиентов животного происхождения и гормонов. В 2018 году бренд был оценён в 1 млн €.

### Книги
В 2019 году опубликовала свою книгу «PRO лицо», в 2020 году вышло продолжение — «PRO Тело».

## Политическая и общественная деятельность
В ноябре 2007 года Канделаки негативно высказалась о деятельности президента Грузии Михаила Саакашвили: «Человек, который считался рупором демократии в Грузии, оказался тираном Средневековья». Она призвала грузин всего мира привлекать внимание к событиям в Тбилиси, связанным с разгоном демонстраций оппозиции, и остановить Саакашвили.
В 2009 году по приглашению президента РФ Дмитрия Медведева назначена членом Общественной палаты Российской Федерации. В рамках ОП РФ Тина организовала и провела серию круглых столов «Интернет как инструмент выявления „болевых точек“ общества» и «Как изменится российская система образования в условиях „демографической ямы“».
В 2010 году участвовала в сессии по образованию в рамках Петербургского экономического форума. В 2011 году оказалась членом группы по государственному образовательному стандарту при Министерстве образования.
В ходе своего визита в Республику Татарстан в феврале 2011 года озвучила тренд, что «тот, кто не пользуется Твиттером, просто отстаёт», в результате чего власти республики стали активнее пользоваться социальными сетями.
В 2011 году подписала Обращение представителей общественности против информационного подрыва доверия к судебной системе Российской Федерации, в котором осуждались давление на судебную систему на фоне второго процесса по делу руководителей НК «ЮКОС».
26 августа 2011 года Тина Канделаки организовала и собрала первый Национальный образовательный форум в гостинице «Балчуг» и представила делегатам проект «Умная школа».
8 августа 2020 года приняла участие в съезде либеральной политической партии «Новые люди», на котором выступала на сцене в числе её спикеров. До этого заявляла о поддержке проектов Алексея Кудрина и Михаила Прохорова о создании либеральной оппозиции.
В ходе Олимпийских игр в Токио 2020 года запустила флешмоб в поддержку Олимпийского комитета России «#wewillROCyou», от имени которого российские спортсмены и участвовали в соревнованиях. Мероприятие было поддержано государственными СМИ (включая «Матч ТВ»), партией «Единая Россия» и отдельными чиновниками вроде представителей МИДа Сергея Лаврова и Марии Захаровой, также были случаи нанесения граффити в Санкт-Петербурге, Красноярске и Хабаровске. Сама Канделаки утверждала о политизированности спорта. Объяснения, что российские спортсмены не могут использовать свой флаг и гимн из-за допингового скандала, флешмоб не предоставлял.
В 2022 году поддержала российское вторжение на Украину. 19 марта 2022 года приняла участие в концерте в поддержку аннексии Крыма и вторжения на Украину.
22 января 2024 года МИД Казахстана запретил въезд в страну Тине Канделаки из-за её поста о переименовании ж/д станций, в котором та приходит к выводу о «вытеснении русского языка на государственном уровне».
В марте 2024 года после теракта в «Крокус Сити Холле» выступила за возвращение смертной казни.

### Отношение к протестам против фальсификаций на выборах (2011 год)
10 декабря 2011 года состоялся митинг на Болотной площади, где присутствовала и Тина Канделаки, голосовавшая на выборах за партию «Единая Россия», и пришедшая сюда, чтобы составить собственное мнение об участниках протестного движения.
В этот же день писатель Виктор Шендерович сообщил о том, что 8 декабря в 19:00 первый заместитель главы администрации президента Владислав Сурков провёл беседу с Сергеем Кургиняном, Максимом Шевченко, Алексеем Пушковым, Сергеем Доренко, Леонидом Радзиховским, Сергеем Минаевым и Тиной Канделаки. Темой стали общественные выступления против фальсификации выборов в Думу.

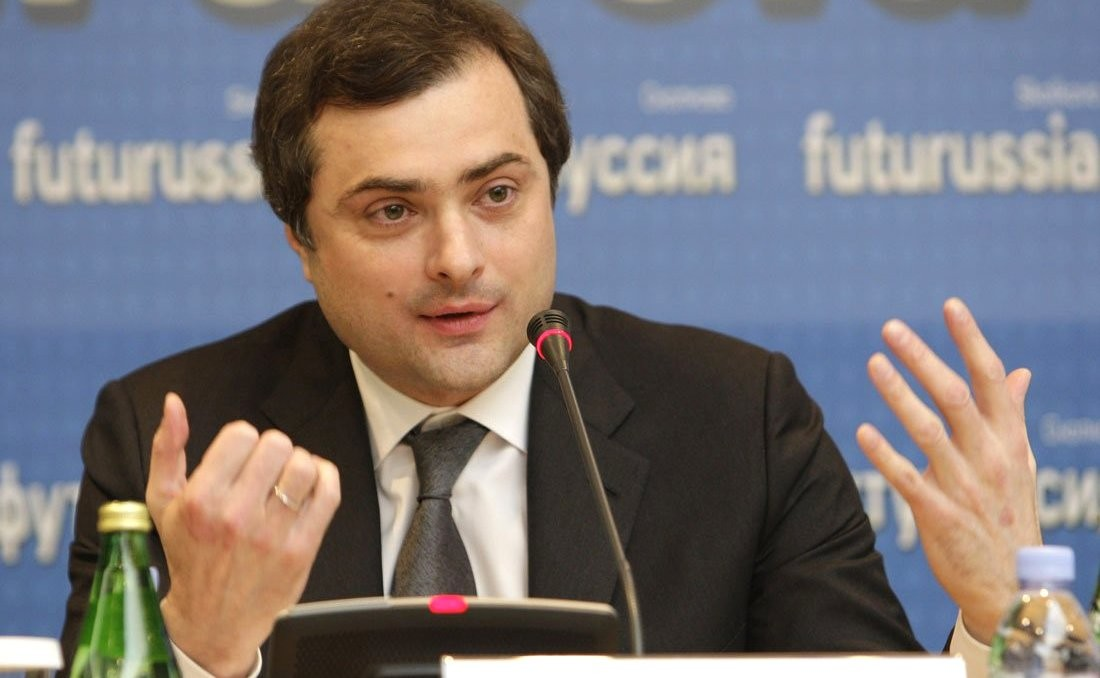
Владислав Сурков, с которым Канделаки обсуждала протесты против фальсификаций

В тот же день об этой встрече сообщила Ксения Собчак, поводом стало появление Канделаки на Болотной площади. Собчак назвала телеведущую «болотным оборотнем» и «троянским конём администрации», подытожив: «Она идёт [на митинг], потому что это два дня назад согласовала с администрацией! Смешно!».
После появления в эфире НТВ документальной ленты «Анатомия протеста», авторы которой утверждали, что действиями российских оппозиционеров руководил Гиви Таргамадзе, Собчак потребовала снять отдельную серию фильма о взаимоотношениях Канделаки и этого грузинского политика.
По данным основателя спецподразделения МГБ Грузии «Букиоти», командира бойцов антитеррористического подразделения «Альфа» полковника Котэ Шавишвили, российских оппозиционеров, а также ряда грузинских и российских изданий, Таргамадзе не мог играть самостоятельной роли в организации московских протестов, так как был привлечён Канделаки в качестве наёмной публичной фигуры для маскировки каналов финансирования оппозиции, связанных с предпринимателем Андреем Бородиным.
25 февраля 2012 года Канделаки возглавила общественный совет корпуса наблюдателей «За чистые выборы», организованного Координационным советом молодых юристов 23 января 2012 года. Эта структура была связана с движением «Наши», открыто поддерживавшим действующую власть. Данную организацию многие оппозиционные деятели посчитали подставной и нужной власти для подтверждения легитимности выборов. В мае 2012 года стало известно о том, что члены этого движения примут участие в провластном лагере на Селигере, а осенью оно получило 3 000 000 рублей от государства в форме гранта.

## Скандалы

### Авария в Ницце (2006 год)
В пятницу 24 ноября 2006 года попала в аварию в Ницце: автомобиль Ferrari Enzo, которым управлял российский предприниматель и по совместительству депутат Госдумы от ЛДПР Сулейман Керимов, по неизвестной причине съехал с дороги, врезался в дерево и загорелся. Предприниматель был госпитализирован в тяжёлом состоянии. Канделаки, у которой 27 ноября был запланирован эфир на «Эхо Москвы», не пришла на радиостанцию, сославшись на заболевание свинкой. Эту версию подтверждал и главный редактор станции Алексей Венедиктов, упоминая свой домашний телефонный звонок Тине. Но 28 ноября телеведущая призналась в том, что находилась в машине вместе с Керимовым, а история со свинкой была нужна, чтобы скрыть всякие подозрения по поводу их отношений с Керимовым.
При аварии Канделаки получила поверхностные ожоги рук и бёдер, была госпитализирована в больницу Сен-Рош в Ницце и уже после нескольких часов пребывания выписалась и улетела в Россию.
На память о данном инциденте Тина получила две татуировки. На левом запястье находится один из символов Рэйки — тёкурэй (яп. 超空霊 тё:курэй), значение которого имеет несколько трактовок, одна из которых позволяет ускорить процесс заживления ран. На левом бедре изображён китайский иероглиф, который имеет значение «мама». Татуировки нанесены на места ожогов, полученных в результате аварии.

### «Аврора»
В ноябре 2009 года Тина Канделаки была ведущей на незаконной вечеринке, проходившей на крейсере «Аврора».

### Конфликт с Михаилом Шацем
22 декабря 2011 года телеведущий Михаил Шац заявил о том, что Канделаки выясняла у руководства СТС, в курсе ли они, что он и его супруга Татьяна Лазарева снимались в роликах, призывавших граждан прийти 24 декабря на митинг за честные выборы. По словам Михаила, Канделаки назвала видеоклипы «сомнительными роликами, призывающими приходить на митинг 24 декабря»:
К чести его, руководство ответило, что и Михаил, и жена его, довольно взрослые люди, и сами решают, как, кого и куда призывать. Воспользуюсь этим правом ещё раз. Призываю тебя, Тина, – остановись! Потому что, как, кого и куда посылать, мы тоже знаем.
В ответ Тина обвинила своего коллегу в лицемерии и заявила, что уходит с СТС и подаёт в суд на Михаила Шаца. 29 декабря стало известно о том, что телеведущая остаётся на телеканале из-за своей программы «Самый умный».

### Конфликт с Василием Уткиным
22 июля 2015 года было объявлено, что Канделаки станет генеральным продюсером телеканала «Матч ТВ», при этом она пояснила, что «будет строить новую спортивную редакцию с нуля». Высказывание задело главного редактора спортивных каналов «НТВ-Плюс» Василия Уткина, который счёл, что для него это унизительно, поскольку 20 лет он потратил впустую. 11 августа Уткин повторил, что «работать под руководством Канделаки унизительно», припомнив ей также сказанное слово «жиробас» в его адрес и объявив о своём уходе с поста главного редактора спортивных каналов «НТВ-Плюс». Впрочем, позднее он допустил возможность сотрудничества, озвучив свои условия.
13 августа 2015 года Уткин и Канделаки стали жертвами телефонного розыгрыша со стороны пранкера Вована.

### Обвинения властей Украины
6 марта 2022 года появилось сообщение от генерального прокурора Украины Ирины Венедиктовой, что генпрокуратура Украины предъявила Тине Канделаки официальное обвинение по статье 110 (часть 2) Уголовного кодекса страны «Финансирование действий, совершённых с целью насильственного изменения или свержения конституционного строя или захвата государственной власти, изменения границ территории или государственной границы Украины». Планируется начать процесс объявления Канделаки в международный розыск по запросу Украины. Сама она назвала эти обвинения в свой адрес лживыми и утверждает, что «часть взятых для обвинения слов никогда не была ей сказана».

## Оценки и критика
Как медиаперсона и блогер использует личный бренд, который базируется на её известности в качестве телеведущей, чтобы проводить прямые эфиры с известными людьми, сохраняя официальный формат и в своих онлайн-интервью. Активно использует селфи в блогинге. Российский философ Кирилл Мартынов в своей работе «Селфи: между демократизацией медиа и self-коммодификацией» пишет о ней: «Тина Канделаки, помимо всего, что мы можем о ней узнать, тот самый человек, селфи которого мы каждое утро можем найти в своём Instagram».
Телеведущая, по мнению коллег-журналистов, персонифицирует собой явление, названное «путинским гламуром». Критике подвергалась за отсутствие таланта и самопиар, беспринципность, конформизм и любовь к действующей власти, благодаря которой стала членом Общественной палаты.
По сообщению Forbes, Алексей Навальный критиковал эксклюзивный контракт от «Аэрофлота» с принадлежащим Канделаки агентством «Апостол», который в 2012 году был заключён на 64 млн рублей с нарушениями законодательства Российской Федерации: без проведения конкурса, «по очень странной процедуре» и с отсутствием информации о контракте на сайте авиакомпании; из чего Навальный сделал вывод, что данный контракт — оплата услуг Канделаки российской властью. Ссылаясь на информацию Ксении Собчак, Навальный обвинил компанию Канделаки «Апостол» в организации работы интернет-ботов, засоряющих социальные сети вбросами, направленными против российской политической оппозиции.
В октябре 2015 года критику в Госдуме, блогосфере и у заказчиков вызвал разработанный компанией Канделаки за 15 млн рублей логотип Новой Москвы и фирменный стиль. И стоимость, и оригинальность продукта подвергнуты сомнению; как оказалось, логотип почти полностью совпал с графическим шаблоном, который можно скачать бесплатно.

## Награды, премии и достижения

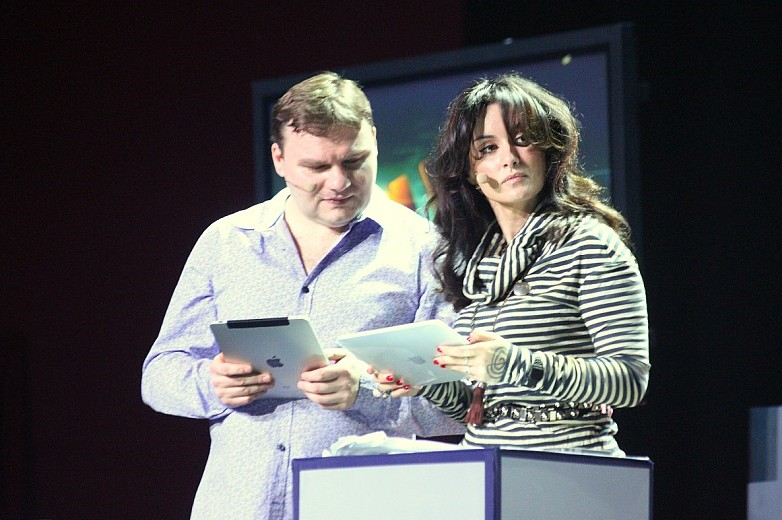
С Александром Плющевым на Премии Рунета 2010

- Орден Дружбы (18 сентября 2023 года) — за заслуги в развитии средств массовой информации и многолетнюю добросовестную работу[120].
- Заслуженный журналист Чеченской республики (18 апреля 2013 года)[121].
- За время профессиональной деятельности на российском ТВ в роли ведущей удостоена ряда государственных и высоких телевизионных наград, признанных профессиональным сообществом, в том числе и 2-х «ТЭФИ» за передачу «Самый умный», одной персональной — в номинации «Лучший ведущий ток-шоу»[122], «Премии Рунета-2011» за проект «Умная школа» и других.
- На конкурсе «ТЭФИ-2016» генеральному продюсеру телеканала «Матч ТВ» Тине Канделаки был вручён специальный приз за создание и запуск телеканала в эфир[123][124].
- Медаль «За укрепление боевого содружества» (Минобороны России)[125].
- В 2023 году стала самым запрашиваемым представителем деловой элиты РФ[126]. По данным издательского дома «Коммерсантъ», информацию о Тине Канделаки искали в поисковой системе «Яндекс» чаще, чем о Павле Дурове и Германе Грефе.

## Санкции
В марте 2022 года Латвия запретила Канделаки въезд в связи с поддержкой вторжения России на Украину. В июне 2022 года вместе с детьми Меланией и Леонтием Кондрахиными была внесена в санкционный список США как лицо, связанное с Василием Бровко, который в свою очередь был внесён в санкционный список США против «путинской военной машины».
В октябре 2022 года внесена в санкционный список Канады российских агентов дезинформации за причастность «в распространении российской дезинформации и пропаганды» и «поддержку неоправданного вторжения России и попытки аннексии украинских территорий».
19 октября 2022 года внесена в санкционные списки Украины против лиц, «которые публично призывают к агрессивной войне, оправдывают и признают законной вооруженную агрессию РФ против Украины, временную оккупацию территории Украины».
Ранее Канделаки, как пропагандист и «публицист Рамзана Кадырова», была внесена ФБК в сокращённый Топ-200 списка коррупционеров и разжигателей войны, с предложением введения против неё международных санкций. НКО отмечает, что Канделаки «вовлечена в коррупционную схему, управляемую мэром Москвы Сергеем Собяниным. Получает государственные средства из бюджета города Москвы на пиар-поддержку Сергея Собянина и правящего политического режима под видом оказания услуг городу Москве через телеканал RTVI». В октябре 2022 года Международная рабочая группа по вопросам санкций Ермака — Макфола включила Канделаки в список пропагандистов и идеологов войны, которые «создают лживые нарративы в соответствии с политикой Кремля», с предложением введения против неё санкций.
24 февраля 2024 года Канделаки внесена в санкционный список Австралии
В декабре 2024 года внесена в санкционный список стран Евросоюза за распространение пропаганды и оправдания российского нападения на Украину, также Евросоюз отметил, что «медиаструктуры Канделаки участвовали в замене украинских телеканалов на российские на территории оккупированных регионов».

## Личная жизнь
- Первый муж (1998—2010)[141] — бизнесмен Андрей Анатольевич Кондрахин (род. 30 сентября 1975 года), художник, совладелец многопрофильной клиники «АСКОН»[142].
  - Дочь Мелания Кондрахина (род. 11 января 2000 года) и сын Леонтий Кондрахин (Лео Канделаки) (род. 28 апреля 2001 года)[8][10][143][144][145].
- Второй муж (с 2015 года[146]) — Василий Бровко[147] (род. 6 февраля 1987 года), один из основателей компаний «Апостол» и «АМ-Инвест», директор по особым поручениям госкорпорации «Ростех»[148].
  - Сын Георгий Бровко (род. 2023). О третьем ребёнке общественность узнала в день рождения Канделаки, когда она сообщила о том, что стала многодетной матерью.

## Фильмография
В ряде телесериалов и фильмов Тина Канделаки снялась в качестве камео (в роли самой себя).
- 2004 — Даже не думай 2: Тень независимости — корреспондент
- 2004 — Моя прекрасная няня
- 2005 — Не родись красивой — «лицо» фирмы «Зималето»[149]
- 2007 — Папины дочки
- 2009 — Запрещённая реальность[150]
- 2011 — Мама — Москва (не был завершён) — Соня Садовая[151]
- 2011 — Амазонки из глубинки[152]
- 2011 — Светофор[153]
- 2018 — Большая игра[154]

Озвучивание
- 2008 — Астерикс на Олимпийских играх — греческая царевна Ирина (роль Ванессы Эсслер)[155]
- 2009 — Миссия Дарвина — морская свинка Хуарес[156]
- 2022 — н. в. — Команда МАТЧ — Белла

Продюсирование
- 2016 — Бойцовский срыв
- 2016 — Чистый футбол
- 2016 — Тренер
- 2016 — Военный фитнес
- 2016 — Волевой приём
- 2016 — Грогги
- 2016 — Обещание
- 2017 — Тяжеловес
- 2017 — Победивший время
- 2017 — Мечта
- 2018 — Большая игра
- 2020 — Порно
- 2020 — Изоляция
- 2020 — Чума!
- 2020 — Разговорник
- 2020 — Чумовой Новый год
- 2021 — День города
- 2021 — Совсем другие
- 2021 — Мир после
- 2021 — Ресторан по понятиям
- 2021 — Ростов-на-кону
- 2021 — Нина
- 2021 — Тоша
- 2022 — Бедный олигарх
- 2022 — Друг на час
- 2022 — Команда МАТЧ
- 2022 — ЯРКО в кино. Выпуск 1. Яркие премьеры
- 2022 — СамоИрония судьбы
- 2022 — Ресторан по понятиям: Бедный олигарх
- 2023 — Конфетка
- 2023 — Шоу Воли
- 2023 — Букины
- 2023 — Иван Васильевич меняет всё
- 2024 — Братья
- 2024 — Казачок
- 2024 — Звёзды в Сибири
- 2024 — Постучись в мою дверь в Москве
- 2024 — Прелесть
- 2024 — Небриллиантовая рука
- 2025 — Простоквашино
- 2026 — Умка

### Клипы
- 2007 — «Морячок» («Ночные снайперы»)[158]

## Комментарии
1. ↑  По словам самой Канделаки, в её российском паспорте нет отчества, поскольку его изначально не проставили[1]